# 313 a.C.
Il 313 a.C. (CCCXIII a.C. in numeri romani) è un anno  del IV secolo a.C.

## Eventi
- Roma
  - Consoli Lucio Papirio Cursore V e Gaio Giunio Bubulco Bruto II
  - Dittatore Gaio Petelio Libone Visolo
  - Presa di Nola ai Sanniti

## Morti
- Eacide, re
- Sosifane, poeta e drammaturgo greco antico (n. 357 a.C.)